# مصطفى نجم
مصطفى نجم لاعب الزمالك السابق ومنتخب فلسطين في فترة التسعينات.
يقول اللاعب أنه بدأ في الساحات الشعبية في حوارى وأزقة المخيمات في فلسطين قبل أن تكون بدايته مع نادي الجمعية الإسلامية نادي الصداقة حالياً والذي حصد لقب بطل الدوري الفلسطينى الموسم الماضى وانتقل بعدها إلى أهلي غزة فلسطين ثم إلى نادي الاتحاد السكندرى للاحتراف في مصر موسم 86، حيث كان أول موسم له على الساحة المصرية.